# 香川大学商業短期大学部
香川大学商業短期大学部（かがわだいがくしょうぎょうたんきだいがくぶ、英語: School of Business, University of Kagawa）は、香川県高松市幸町2-1に本部を置いていた日本の国立大学である。1960年に設置され、1998年に廃止された。大学の略称は香大商短、商短。

## 概要

### 大学全体
- 香川県高松市に所在した日本の国立短期大学で、設置主体は香川大学経済学部。
- 1960年に香川大学経済学部に併設される形で開学。当初より1学科のみの単科短大で1学年定員は120名となっていた。
- 1995年度の入学生を最後に[注釈 2]、1998年に短期大学としての使命を終える[2]。

### 教育および研究
- 香川大学商業短期大学部には商業学科が設置されており、「経営・商業」、「会計・情報」、「経済・法律」の各コースが設けられていた。

### 学風および特色
- 香川大学商業短期大学部は勤労の傍らで学業に勤しむ人々に大学教育を開放することのねらいから夜間部が設置されていた。

## 沿革
- 1960年
  - 4月1日 左記を以て文部省[注 1]より香川大学商業短期大学部の設置認可ならびに以下の学科体制にて開学[注 2]。
    - 商業学科第二部 入学定員80名
- 1961年
  - 5月1日 学生数[5]/定員
    - 商業学科第二部 200[注 3]/160
- 1966年
  - 4月1日 商業学科第二部入学定員を80→120に増員[6]。
  - 5月1日 学生数[7]/定員
    - 商業学科第二部 354[注 4]/280
- 1985年
  - 5月1日 学生数[8]/定員
    - 商業学科第二部 428[注 5]/360
- 1986年
  - 5月1日 学生数[9]/定員
    - 商業学科第二部 400[注 6]/360
- 1987年
  - 5月1日 学生数[10]/定員
    - 商業学科第二部 404[注 7]/360
- 1992年
  - 5月1日 学生数[注 8]/定員
    - 商業学科第二部 407[注 9]/360
- 1995年
  - 4月1日 最後の学生募集となる[注釈 2]。
  - 5月1日 学生数[13]/定員
    - 商業学科第二部 395[注 10]/360
- 1996年
  - 5月1日 学生数[14]/定員
    - 商業学科第二部 255[注 11]/240
- 1997年
  - 5月1日 学生数[15]/定員
    - 商業学科第二部 110[注 12]/120
- 1998年
  - 3月31日 左記をもって正式に廃止となる[2]。

## 基礎データ

### 所在地
- 香川県高松市幸町2-1[注釈 1]

### 象徴
- 香川大学商業短期大学部のカレッジマークは香川大学と同じものを使用[16]。

## 教育および研究

### 組織

#### 学科
- 商業学科第二部 入学定員120名[注 13]

#### 専攻科
- なし

#### 別科
- なし

#### 取得資格について
- 教職課程として中学校教諭二級免許状（職業）が設けられていた。

### 研究
- 香川大学商業短期大学部『電話調査の分析』[18]

## 学生生活

### 部活動・クラブ活動・サークル活動
- 香川大学商業短期大学部で活動していたクラブ活動：山岳・準硬式野球などのクラブがあった。

## 大学関係者と組織

### 大学関係者組織
- 香川大学商業短期大学部の同窓会は「又信会」と称する[19]

### 大学関係者一覧
歴代学長
- 前川忠夫
- 倉田貞美

## 施設

### キャンパス
- 設備：経済学部と共同使用となっていた。

## 対外関係

### 系列校
- 香川大学

## 卒業後の進路について

### 就職について
- 勤労学生が多いものとなっていた。それ以外の学生は、大半が一般企業や官公庁などに就職していたものとみられる。

### 編入学・進学実績
- 併設の香川大学ほか徳島文理大学への編入学実績がある[注 14]

## 関連サイト
- 香川大学の沿革